# (10057) L’Obel
(10057) L’Obel (1988 CO1) – planetoida z pasa głównego asteroid okrążająca Słońce w ciągu 3,65 lat w średniej odległości 2,37 j.a. Odkryta 11 lutego 1988 roku.